# Zilpha Keatley Snyder
Zilpha Keatley Snyder (Lemoore, 1927. május 11. – San Francisco, 2014. október 7.) amerikai gyermek- és ifjúsági író. Három regényéért Newbery Honor elismerést kapott (The Egypt Game, The Headless Cupid, The Witches of Worm). Műveit nem fordították le magyarra.

## Élete
1927-ben született William és Dessa Keatley lányaként. A vidéki Dél-Kaliforniában nőtt fel, visszaemlékezéseiben leírja, hogy gyermekkora nyugodt volt, és az állatok és a könyvek körül forgott. A Whittier College-be járt, ahol 1948-ban diplomázott, és itt ismerte meg férjét, Larry Snydert, akivel 1950-ben összeházasodott. Házasságukból két gyermek született, egy harmadikat pedig örökbe fogadtak. Tanulmányai elvégzése után tanárként dolgozott, férje katonai és zenei karrierje miatt pedig többször költöztek. Snyder New York, Washington, Alaszka és Kalifornia iskoláiban oktatott, majd írói karrierje sínre kerülése után visszavonult a tanítástól. 1998-ban a Whittier College a humán tudományok tiszteletbeli doktorává ütötte.
Ügynöke, George Nicholson így emlékszik rá: „Kétféleképpen láttam Zilt: egyrészt elkötelezett szerzőként, aki nyugati és különösen kaliforniai íróként írt, másrészt olyan nőként, akinek személyes jellembeli ereje megcsillant a regényeiben, lehetővé téve egyfajta átütő erő felszínre törését, ami sok kortársából hiányzott. Emellett elkötelezett utazó is volt, akit művelt kíváncsiság és félelmetnemismerés jellemzett. Társa és férje, Larry ugyanilyen egyedülálló személy. Kalandozásaik nagymértékben kielégítették azt a vágyát, hogy a világot az életének részévé tegye. (...) Nemes érzékenységű nő volt, egy letűnt világ cowboy-ának büszke lánya.”

## Művei
Több, mint negyven ifjúsági regényt írt. A koraiak a valóságban gyökereznek és meggyőzően mutatják be a fiatalok világát, míg későbbi művei a fantázia irányába mozdulnak el. Többségük fejlődésregény, és sok közülük az 1930-as és az 1960-as évek Kaliforniájában játszódik. Az ifjúsági regények mellett megpróbálkozott verseskötet (Today is Saturday, 1969) és felnőtteknek szánt horrorkönyv (Heirs of Darkness, 1978) írásával is.
Első könyve a Season of Ponies, amely Snyder egy álmán alapszik, egyesítve két gyermekkori érdeklődési körét, a lovakat és a varázslatot. Egy elszigetelt tanyán élő kislány varázserőt tulajdonít nagymamája amulettjének, és különböző képzeletbeli kalandokban vesz részt, amelyekben a szabad szellemű Ponyboy és színes pónilovakból álló csordája szerepel. A kéziratot az Atheneum Books először visszautasította, de jelentős átdolgozás után elfogadta és 1964-ben kiadta. Az 1965-ös The Velvet Roomban egy vendégmunkás család lánya rábukkan egy különleges könyvtárra egy nagy gyümölcsfarm elhagyatott kúriájában. Az 1967-es Black and Blue Magic regényt Snyder saját fiának írta, aki „megelégelte a kislányokról szóló szomorú meséket”, és egy vicces történetet szeretett volna hallani egy varázseszközt használó fiúról.
A kritikusok és olvasók által leginkább elismert könyve a The Egypt Game (1967), amelynek szereplőit Snyder egykori tanulóiról mintázta, akiket a berkeleyi Washington Schoolban tanított. Eredeti szándéka az volt, hogy egy olyan regényt írjon, amely ösztönzi a kisebbségi szereplőkkel való azonosulást (feketék, ázsiaiak, hispánok), azonban ennek az a hátulütője, hogy a szereplőgárda túl mereven van összeállítva. A történetben egy csapat gyerek egy furcsa és távolságtartó régiségkereskedő udvarán játszik, azt képzelve magukról, hogy egyiptomi uralkodók és istenek. Mikor a környéken eltűnik egy gyermek, az emberek pedig a régiségkereskedőt gyanúsítják, a gyerekek szerepet játszanak a rejtély megoldásában. A könyv Newbery Honor elismerést kapott.
Egyéb Newbery Honorral kitüntetett könyvei a The Headless Cupid (1971) és a The Witches of Worm (1972). Az utóbbit Az év gyermekkönyve díjra is jelölték az 1973-as National Book Awardson. A történet főszereplője nem tud megbirkózni életének fájdalmas valóságával, úgy érzi, hogy anyja és játszótársai félreértik, ezért rosszindulatú dolgokat tesz, majd azzal védekezik, hogy egy boszorkány macskája kényszerítette ezekre a tettekre.
Az 1983-as The Birds of Summert Parent's Choice és PEN irodalmi díjjal tüntették ki, az 1990-es Libby on Wednesdayt pedig az American Library Association legjobb ifjúsági könyvként (Best Book for Young Adults) értékelte. Számos más regénye megkapta a Dell Yearling Edition kitüntetést.
Snyder elsősorban saját gyermekkori emlékeiből, családi életéből és tanári munkájából merítette ötleteit. Visszatérő témái a barátság, a képzelet ereje, az önmagunkhoz és az élethez való alkalmazkodás, a magánytól és a problémáktól való megszabadulás. Vannak olyan könyvei is, amelynek témáit nem saját, hanem családtagjai élményei ihlették, például az 1998-as Gib Rides Home édesapja gyermekkorán alapul.

### Green Sky trilógia
Az 1975–1977 között kiadott disztópikus trilógia az ifjúsági irodalom fontos, ám ismeretlenségbe süllyedt műveként az ideológiák kifinomult ábrázolása és kritikája. Üzenete, hogy egy ellenőrzött utópisztikus társadalom kevésbé életképes, mint egy pluralista világ, ahol a negatív érzelmek és a feszültség azt jelenti, hogy a társadalom tagjai valóban elkötelezettek egymás iránt. Ha egy rendszer a disszidensek elnyomásán alapul, az ideológiai ellentmondásokhoz vezet, amelyek végül megingatják a rendszert.
Green Sky világában az emberek terebélyes fák ágain élnek egy alacsony gravitációjú bolygón, harmóniában egymással és a természettel; házaikat, falvaikat is a fákon építik fel. A viszály, harag, betegség ismeretlen, a negatív érzelmek és gondolatok tiltottak. A legendák szerint az erdő talaján félelmetes szörnyek vannak, ezért a lakóknak nem szabad lemásszanak, sőt, le sem szabad nézzenek. Két fiú felfedezi, hogy a talajon nem szörnyek, hanem hozzájuk hasonló emberek élnek, akiket száműztek, mert nem vetették alá magukat a vezetők akaratának és a közösség szokásainak. Végül a két nép ismét egyesül, de ez új problémákat szül a társadalomban.
Snyder később elhamarkodottnak és befejezetlennek tartotta a trilógia lezárását, így írt egy negyedik részt a sorozathoz, amely azonban nem könyv, hanem metroidvania formájában került kiadásra 1984-ben. Létrehozója Dale Disharoon volt, grafikusa pedig Bill Groetzinger.
Mint sok más könyve, a Green Sky világának ötlete is Snyder gyermekkorában gyökerezik: önéletrajzában az írónő megemlít egy játékot, amelyben egy tölgyfaligeten kellett áthaladni fáról fára ugorva, mert „valami hihetetlenül veszélyes dolog élt a talajon”. Az élmény kezdetben az 1970-es The Changeling regény egyes jeleneteit ihlette, majd később Snyder visszatért hozzá és kibővítette a világot.

### Könyveinek listája

#### Game sorozat
- The Egypt Game (1967)
- The Gypsy Game (1997)
- The Gypsy Game Teacher's Guide (1998)

#### Stanley Family sorozat
- The Headless Cupid (1971), kiadták A Witch in the Family címen is
- The Famous Stanley Kidnapping Case (1979)
- Blair's Nightmare (1985)
- Janie's Private Eyes (1989)

#### Green Sky trilógia
- Below the Root (1975)
- And All Between (1976)
- Until the Celebration (1977)

#### Castle Court Kids sorozat
- The Diamond War (1995)
- The Box and the Bone (1995)
- Ghost Invasion (1995)
- Secret Weapons (1995)

#### Gib sorozat
- Gib Rides Home (1998)
- Gib and the Gray Ghost (2000)

#### William sorozat
- William S and the Great Escape (2009)
- William's Midsummer Dreams (2011)

#### Egyéb könyvek
- Season of Ponies (1964)
- The Velvet Room (1965)
- Black and Blue Magic (1967)
- Eyes in the Fishbowl (1968)
- Today Is Saturday (1969)
- The Changeling (1970)
- The Witches of Worm (1972)
- The Princess and the Giants (1973)
- The Truth About Stone Hollow (1974), kiadták The Ghosts of Stone Hollow címen is
- Heirs of Darkness (1978)
- A Fabulous Creature (1981)
- Come on, Patsy (1982)
- The Birds of Summer (1983)
- The Changing Maze (1983)
- And Condors Danced (1987)
- Squeak Saves the Day and Other Tooley Tales (1988)
- Song of the Gargoyle (1991)
- Libby on Wednesday (1991)
- Fool's Gold (1993)
- Cat Running (1994)
- The Trespassers (1995)
- The Runaways (1999)
- Spyhole Secrets (2001)
- The Ghosts of Rathburn Park (2002)
- The Unseen (2004)
- The Magic Nation Thing (2005)
- The Treasures Of Weatherby (2006)
- The Bronze Pen (2008)